# The K & D Sessions
A The K & D Sessions Kruder & Dorfmeister osztrák formáció dupla lemezes  remix válogatása. A Studio !K7 adta ki 1998-ban.

## Számok

### CD 1
1. Roni Size – "Heroes"  – 6:30
2. Alex Reece – "Jazz Master"  – 8:20
3. Count Basic – "Speechless"  – 6:37
4. Rockers Hi-Fi – "Going Under"  – 8:37
5. Bomb The Bass – "Bug Powder Dust"  – 7:20
6. Aphrodelics – "Rollin' On Chrome"  – 5:39
7. Depeche Mode – "Useless"  – 6:13
8. Count Basic – "Gotta Jazz"  – 5:32
9. Trüby Trio – "Donaueschingen"  – 6:55
10. Lamb – "Trans Fatty Acid"  – 8:33

### CD 2
1. David Holmes – "Gone"  – 8:29
2. Sofa Surfers – "Sofa Rockers"  – 4:30
3. Mama Oliver – "Eastwest"  – 5:11
4. Bomb The Bass – "Bug Powder Dust" (Dub)  – 6:20
5. Kruder & Dorfmeister – "Boogie Woogie"
6. Sin – "Where Shall I Turn"  – 5:53
7. Bone Thugs-N-Harmony – "1st Of The Month"  – 5:49
8. Kruder & Dorfmeister – "Lexicon"  – 1:06
9. Knowtoryous – "Bomberclaad Joint"  – 3:47
10. Rockers Hi-Fi – "Going Under" (Dub)  – 4:30
11. Strange Cargo – "Million Town"  – 7:32